# Masacre de Colfax

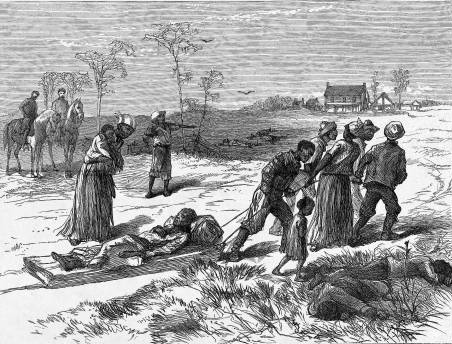
Ilustración de la masacre para la revista Harper's Weekly.

La masacre de Colfax ocurrió el Domingo de Pascua del 13 de abril de 1873 en la ciudad de Colfax, parroquia de Grant  del estado de Luisiana, Estados Unidos.

## Acontecimientos
A raíz de una controvertida elección a gobernador y otras autoridades locales, un grupo de hombres blancos armados con fusiles y un pequeño cañón sometió a los libertos y a la milicia local, compuesta también por afroestadounidenses, al intentar controlar el palacio de justicia de la parroquia de Grant en Colfax. Sin embargo no atacaron a los funcionarios republicanos blancos. 
La estimación del número de muertos varía según las diferentes versiones. Dos alguaciles de los Estados Unidos que visitaron el lugar el 15 de abril de 1873 (dos días después de la masacre) y ordenaron la inhumación de los cadáveres informaron que pudieron enterrar a 62 afroestadounidenses.
Un informe militar de 1875 (dos años después de la masacre) dirigido al Congreso identificó por sus nombres a 81 individuos de raza negra asesinados, y también estimó que entre 15 y 20 cuerpos fueron arrojados al río Rojo. Otros 18 fueron enterrados secretamente, lo que arrojaba un total de entre 114 y 119 afroestadounidenses muertos.
Una folleto del Departamento de Turismo del Estado de Luisiana, de 1950, registraba las muertes de 3 hombres blancos y 150 negros.
Este ataque fue el que causó la mayor cantidad de víctimas de todos los  sucesos violentos que siguieron a la disputada contienda de 1872 entre republicanos y demócratas por el gobierno de Luisiana, en la cual ambos candidatos se adjudicaron la victoria. De hecho, cada elección en Luisiana entre 1868 y 1876 estuvo marcada por la violencia incontrolada y el fraude generalizado. A pesar de que el colegio electoral estatal, cuya misión era controlar la validez de los votos, declaró en un principio ganadora a la lista del Partido Demócrata encabezada por John McEnery, un segundo colegio electoral, que era una escisión  proveniente del primero declaró ganadora a la lista del Partido Republicano, encabezada por William Kellogg. Ambos hombres prestaron juramento al cargo en el mismo día pero ante distintas legislaturas. Después de que comenzaran las escaramuzas armadas, un juez federal republicano de Nueva Orleans dictaminó finalmente que la lista del republicano Kellogg era la ganadora de las elecciones.